# Horatio Gordon Robley

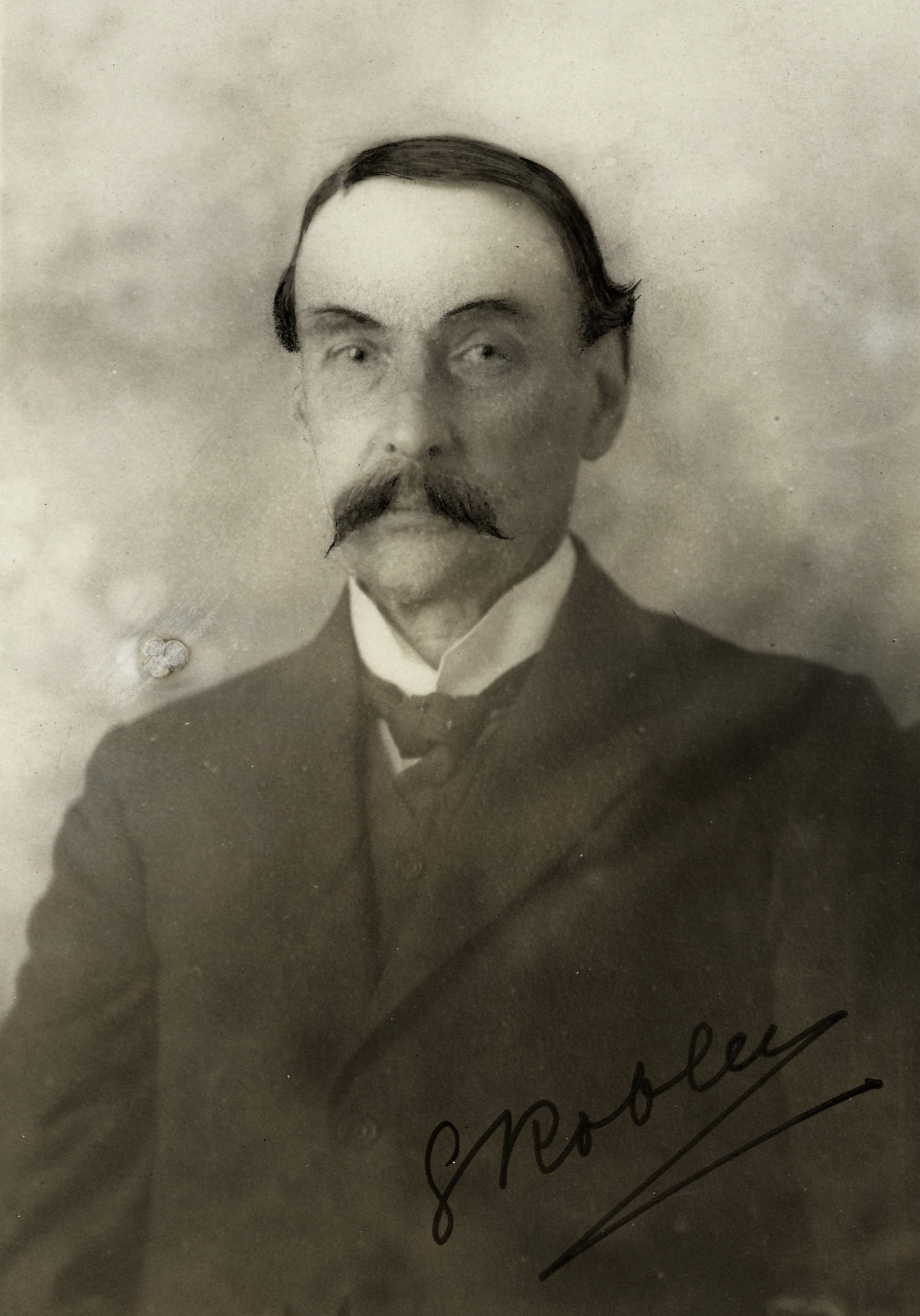
Horatio Gordon Robley

Horatio Gordon Robley (* 28. Juni 1840 in Funchal, Madeira; † 29. Oktober 1930 in London) war ein britischer Offizier, Zeichner, Sammler und Autor. Bekannt wurde er durch seine Sammlung von Mokomokai, mit Tätowierungen verzierte, konservierte Köpfe der Maori.

## Leben
Horatio Gordon Robley war Sohn des britischen Offiziers John Horatio Robley und dessen Ehefrau Augusta June Penfold. Seine Mutter, eine Künstlerin, lehrte ihn das Zeichnen und Aquarellieren, seinem Vater folgte er in der Offizierslaufbahn. 1858 erwarb er den Rang eines Ensign beim 68th (Durham) Regiment of Foot (Light Infantry). Nach einer Ausbildung in Irland erreichte er sein Regiment, das in Burma stationiert war, und blieb dort fünf Jahre. Er interessierte sich für die lokale Sprache und Kultur, zeichnete buddhistische Tempel und ließ sich auf dem rechten Arm in Rot einen Buddha tätowieren.
Während eines Krankenstandes, den er 1860 in England zubrachte, spezialisierte er sich auf das Schießen mit dem Gewehr und bewarb sich erfolgreich auf einen Kurs in der School of Musketry. Zurück in Burmas Hauptstadt Rangun übernahm er den Befehl über die Wache des dort exilierten indischen Kaisers Bahadur Shah II.

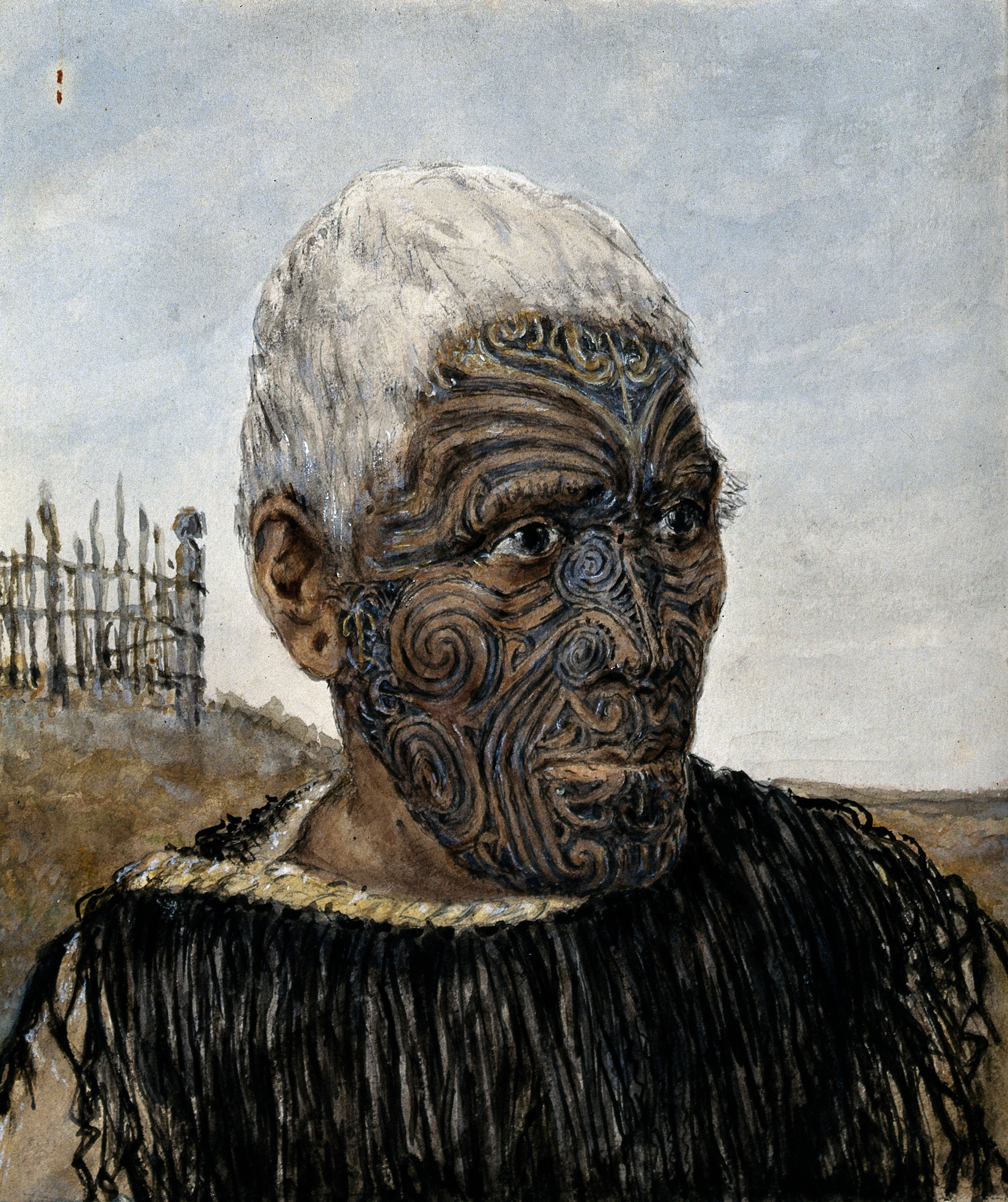
Aquarellbildnis des Te-Arawa-Kriegers Te Manawa

Ab 1864 wurde sein Regiment in den Neuseelandkriegen eingesetzt. Nach der Landung in Auckland erwarb er ein Wörterbuch der maorischen Sprache. In Tauranga stieß sein Regiment zu den Einheiten von General Duncan Alexander Cameron (1808–1888). Im Gefecht von Gate Pā am 29. April 1864 wurden die Briten trotz massiver zahlenmäßiger Überlegenheit von Maori-Kriegern geschlagen. Sie hatten 31 Tote und 80 Verwundete zu verzeichnen, während 25 Tote auf maorischer Seite zu beklagen waren. Robley blieb bis 1866 in Tauranga stationiert. In dieser Zeit heiratete er Herete Mauao, die Tochter eines Häuptlings. Zusammen bekamen sie den Sohn Hamiora Tu Ropere. Seine Familie verließ er jedoch nach einer Weile. 1866 kehrte er nach England zurück.
Kurz nach dem Gefecht von Gate Pā entstand eine Serie von Zeichnungen über die Verteidigungsanlagen der Maori. Auch schuf er eine Reihe detaillierter Zeichnungen toter und verwundeter Maoris, einschließlich ihrer Tätowierungen. Zwischen 1864 und 1867 wurden einige dieser Zeichnungen in der Illustrated London News veröffentlicht. Spätere Zeichnungen wurden in der Zeitschrift Graphic publiziert.
1870 erwarb Robley eine Stellung als Captain und wurde 1871 zum 91st (Argyllshire Highlanders) Regiment of Foot versetzt. 1880 wurde er zum Major befördert und nach Mauritius geschickt, dann nach Südafrika für einen Dienst in der Kapkolonie, in der Kolonie Natal und im Königreich Zululand. Danach ging es nach Ceylon, wo er 1882, zum Lieutenant-Colonel befördert, das Kommando über sein Regiment erhielt. In dieser Funktion schrieb er die Regimentsgeschichte.

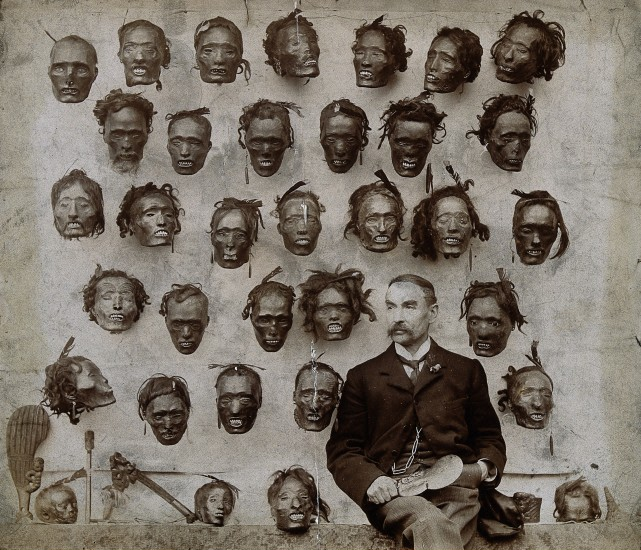
Robley und seine Mokomokai-Sammlung, 1895

Nachdem er sich im Jahr 1887 im Range eines Major-General hatte in den Ruhestand versetzen lassen, begann er über die Tätowierungen der Maori zu schreiben und eine Sammlung von konservierten Maori-Köpfen mit Tätowierungen und Maori-Kunstgegenständen anzulegen.
1905 veräußerte er ein Konvolut von 70 Aquarellzeichnungen an die Regierung von Neuseeland. Ab 1908 bot er seine einzigartige Sammlung von 35 Köpfen der neuseeländischen Regierung für 1000 £ an, die das Angebot allerdings zurückwies. Später erwarb das American Museum of Natural History 30 dieser Exponate für einen Wert von 1250 £.

## Schriften
- History of the 1st Battalion Princess Louise’s Argyll and Sutherland Highlanders. Murray & St. Leger, Kapstadt 1883.
- Moko; or Maori Tatooing. Chapman and Hall, London 1896 (Digitalisat).
- Pounamu. Notes on New Zealand Greenstone. T. J. S. Guilford & Co., London 1915 (Digitalisat).